# Die schwarze Maske (Film)
Die schwarze Maske (Originaltitel: Black Bart) ist ein US-amerikanischer Western aus dem Jahr 1948 von George Sherman mit Yvonne De Carlo und Dan Duryea in den Hauptrollen. Der Film wurde von Universal-International Pictures produziert und handelt von dem als Gentleman geltenden Postkutschenräuber Charles E. Boles (1829, verschwunden 1888), der als Black Bart bekannt wurde.

## Handlung
In seiner Gefängniszelle erzählt der alte Jersey Brady von seiner Zeit mit dem berüchtigten Räuber Charles Boles.
Charles und Jersey begehen zusammen mit Lance Hardeen Raubüberfälle. Charles will damit aufhören und nach Kalifornien ziehen. Zum Abschluss will er noch einen großen Raub durchziehen. Lance versucht, seine Kameraden auszutricksen und mit der versteckten Beute alleine abzuhauen. Doch Charles durchschaut ihn und stiehlt die Beute selber. In Sacramento begegnet er seinem früheren Partner Clark, der seine Position als Rechtsanwalt für seine Verbrechen nutzt. Die Freunde planen, die örtliche Bank der Wells Fargo zu vernichten und eine eigene Bank zu gründen, um am aufkommenden Goldrausch zu verdienen. In den nächsten zwei Monaten erhält Charles von Clark Informationen über Geldlieferungen von Wells Fargo, die er dann überfällt und ausraubt. Mit der Zeit verlieren die Einwohner das Vertrauen in die Bank.
Wieder erhält Charles Informationen zu einer Lieferung von Clark. Der maskierte Charles zwingt die Kutsche zum Anhalten. An Bord der Kutsche befinden sich als Passagiere Lance, Jersey und die Sängerin Lola Montez. Lance erkennt die Stimme des Maskierten und kann den Raub verhindern. Lance bringt die Kutsche zur nächsten Wechselstation und beeindruckt Lola, indem er das gebrochene Bein des Kutschers versorgt. Charles ist der Kutsche gefolgt und schleicht sich, immer noch maskiert, in die Station. Er gibt der überraschten Lola das Diamantenarmband, das er ihr abgenommen hat, wieder und umarmt sie, bevor er flieht. Am nächsten Tag erreicht die Kutsche Sacramento. Sheriff Gordon und Bankmanager Lorimer feiern Lance und Jersey als Helden, die als Wächter eingestellt werden.
Charles gilt in Sacramento als angesehener Rancher. In einem Saloon trifft er auf Lance und Jersey. Lance gibt ihm zu verstehen, dass er wisse, dass er der Räuber sei. Etwas später begegnet Charles Lola und beide verlieben sich. Er enthüllt ihr, dass er der Maskierte sei. Sie beschwört ihn, mit den Überfällen aufzuhören, doch Charles will noch einen großen Raubzug durchführen. Lance wird unterdessen von Sheriff Gordon zum Späher für eine Geldlieferung von Wells Fargo gemacht, die die Bank retten soll. Lance und Jersey planen, die Kutsche selber auszurauben und die Tat danach Charles anzuhängen. Clark informiert Charles, dass ihr Plan nicht aufgehen werde, sollte die Lieferung Wells Fargo erreichen.
Zwar gelingt es Charles, die Geldkiste zu erbeuten, doch die Kiste ist leer. Er vermutet, dass sich das Geld in der Wechselstation befindet. Er sucht Lance auf und gesteht ihm zu, das Geld nach dem Raub zu behalten. Als beide bei der Station ankommen, geraten sie in einen Hinterhalt von Gordons Männern. Sie flüchten sich in ein Getreidefeld, das von den Verfolgern in Brand gesetzt wird. Charles und Lance entkommen zwar dem Feuer, werden jedoch von den Verfolgern erschossen.

## Produktion

### Hintergrund
Gedreht wurde der Film von Anfang Juni bis Mitte Juli 1947 in Utah (u. a. Kanab, Strawberry Valley), auf der Iverson Movie Ranch in Chatsworth, auf der Movie Ranch von Ray Corrigan im Simi Valley sowie in den Universal-Studios in Universal City.

### Stab
Bernard Herzbrun und Emrich Nicholson oblag die künstlerische Leitung. Russell A. Gausman und William Stevens waren für das Szenenbild zuständig, Bud Westmore für das Maskenbild. Verantwortliche Toningenieure waren Leslie I. Carey und Corson Jowett.

### Besetzung
In kleinen nicht im Abspann erwähnten Nebenrollen traten Eddie Acuff, Franklyn Farnum, Douglas Fowley und Ray Teal auf.
Frank Lovejoy gab sein Filmdebüt.

## Synchronisation
Die deutsche Synchronfassung entstand 1952.
| Rolle         | Schauspieler    | Deutscher Synchronsprecher |
| ------------- | --------------- | -------------------------- |
| Lola Montez   | Yvonne De Carlo | Dagmar Altrichter          |
| Charles Boles | Dan Duryea      | Hans Fitze                 |
| Jersey Brady  | Percy Kilbride  | Heinz Klevenow             |
| Mark Lorimer  | Frank Lovejoy   | Heinz Klingenberg          |
| Clark         | John McIntire   | Wolf Martini               |
| Blake         | Bert Davidson   | Rolf Mamero                |

Anmerkung: Die kursiv geschriebenen Namen sind Rollen und Darsteller, die nicht im Abspann erwähnt wurden.

## Veröffentlichung
Die Premiere des Films fand am 17. Februar 1948 in San Francisco statt. In der Bundesrepublik Deutschland kam er am 10. Oktober 1952 in die Kinos.

## Kritiken
Das Lexikon des internationalen Films schrieb: „Western mit ironisch angehauchter Handlung.“
Henry MacArthur vom Washington Evening Star befand, Regisseur Sherman habe den Film mit ironischem Unterton inszeniert. Wenn man nicht alles ernst nehme, unterhalte der Film anständig.
Willy Flemmer vom Portal Filmreporter beschreibt den Film als Western mit wilder Mischung aus Fakten und Fiktion, wobei es schon mehr als eine kuriose Idee sei, die historischen Persönlichkeiten Boles und Montez in einem Film zusammenzuführen.
Der Kritiker des TV Guide fand, dass der Film vom Standpunkt der Charakterisierung innovativ sei, denn hier seien die Schurken die Sympathieträger.